# Carlos Pellegrini (metropolitana di Buenos Aires)
Carlos Pellegrini è una stazione della linea B della Metropolitana di Buenos Aires.
La stazione è situata sotto l'Avenida Corrientes, presso l'intersezione con calle Carlos Pellegrini. È un'importante stazione di scambio e permette l'accesso a quella di Diagonal Norte della linea C e di 9 de Julio della linea D.

## Storia
La stazione venne inaugurata il 22 giugno 1931, con il primo tratto della linea, e funse da capolinea fino al 1º dicembre dello stesso anno, quando la linea venne prolungata fino alla stazione di Leandro N. Alem.

## Interscambi
La stazione è collegata alla stazione Diagonal Norte della linea C e alla stazione 9 de Julio della linea D.
Nelle vicinanze della stazione effettuano fermata diverse linee di autobus urbani ed interurbani, tra cui il Metrobus.
- Fermata metropolitana (Diagonal Norte, linea C e 9 de Julio, linea D)
- Fermata Metrobus
- Fermata autobus

## Servizi
La stazione dispone di:
- Biglietteria a sportello
- Biglietteria automatica